# Cor Blekemolen
Cornelius "Cor" Blekemolen (ur. 7 lutego 1894 w Amsterdamie  – zm. 28 listopada 1972 w Hilversum) – holenderski kolarz torowy i szosowy, dwukrotny medalista torowych mistrzostw świata.

## Kariera
Pierwszy sukces w karierze Cor Blekemolen osiągnął w 1913 roku, kiedy zdobył brązowy medal w wyścigu ze startu zatrzymanego amatorów podczas torowych mistrzostw świata w Lipsku. W zawodach tych wyprzedzili go jedynie Brytyjczyk Leonard Meredith oraz Niemiec Axel Beyer. Na rozgrywanych rok później mistrzostwach świata w Kopenhadze Holender był już najlepszy. Startował również w wyścigach szosowych, wygrywając między innymi wyścig Bruksela-Liège w 1914 roku oraz zdobywając brązowy medal szosowych mistrzostw kraju w 1912 roku. Ponadto wielokrotnie zdobywał medale torowych mistrzostw Holandii, w tym trzy złote (1914, 1920 i 1931). Nigdy nie wystąpił na igrzyskach olimpijskich. Karierę zakończył w 1935 roku.